# Jean-Joseph Languet de Gergy
Jean-Joseph Languet de Gergy (Digione, 25 agosto 1677 – Sens, 11 maggio 1753) è stato un arcivescovo cattolico e teologo francese.

## Biografia
Figlio di un avvocato del parlamento di Borgogna, Languet de Gercy intraprese la carriera ecclesiastica e fu allievo e prosecutore poi dell'opera di Jacques Bénigne Bossuet, il quale lo introdusse a Luigi XIV di Francia e venne da questi nominato cappellano della principessa Maria Adelaide di Savoia. Allo stesso tempo egli divenne vicario generale della diocesi di Autun che includeva tra le altre la parrocchia di Paray-le-Monial dove venne sepolta santa Margherita Maria Alacoque. Egli si interessò al caso della santa ed ordinò di realizzare delle indagini per approfondire e fortificarne il ruolo, componendone anche una biografia datata al 1729.
I lavori pubblicati da Languet de Gergy vennero violentemente attaccati dai giansenisti i quali si opponevano in particolare alla devozione cattolica del Sacro Cuore. Il teologo francese si schierò quindi tra i difensori della bolla pontificia Unigenitus, entrando a far parte del cosiddetto «parti des dévots», opponendosi alle filosofie dell'illuminismo e combattendo quindi fieramente Montesquieu e Voltaire all'Académie française.
Oltre ai vari pamplhets religiosi, Languet de Gergy fu autore di libri dei divini offici, catechismi e lettere pastorali.
Successivamente venne eletto vescovo di Soissons nel 1715 ed eletto membro de l'Académie française nel 1721. La sua consacrazione episcopale avvenne per mano del cardinale François de Mailly, coadiuvato da François-Honoré de Beauvillier de Saint-Aignan, vescovo di Beauvais, e da Charles-François de Châteauneuf de Rochebonne, vescovo di Noyon. Nominato arcivescovo di Sens nel 1730 e confermato nel 1731, venne ammesso al Consiglio di Stato nel 1747.
Morì a Sens nel 1753.

## Opere
- Du Véritable esprit de l'Église dans l'usage de ses cérémonies, ou Réfutation du traité de D. Cl. de Vert intitulé : « Explication simple et historique des cérémonies de l'Église » (1715, Of the True Spirit of the Church in the Usage of its Ceremonies, or Refutation of the Treatise of Claude de Vert, titled "Simple and Historical Explanation of the Ceremonies of the Church)
- Traité de la confiance en la miséricorde de Dieu, augmenté d'un Traité du faux bonheur des gens du monde et du vrai bonheur de la vie chrétienne (1718, Treatise on the Belief and Graciousness in God, an addition to a Treatise of False Happiness of the People of the Word and the True Happiness of the Christian Life). Online Text, in French:
- La Vie de la vénérable Mère Marguerite-Marie, religieuse de la Visitation Sainte Marie du monastère de Paray-le-Monial en Charolais, morte en odeur de sainteté en 1690 (1729, The Life of the Venerable Mother Marguerite-Marie, nun of the Visitation of Saint Mary of the Monastery of Paray-le-Monial in Charolais, who died in sanctity in 1690)
- Traité sur les moyens de connaître la vérité dans l'Église (1749, Treatise on the Ways to Know the Truth in the Church)
- Recueil d'écrits polémiques (1752, Collection of Polemic Writings)
- Mémoires inédits de Languet de Gergy, archevêque de Sens (1863, Inedited Memories of Languet de Gergy, archbishop of Sens). In La Famille d'Aubigné et l'enfance de Madame de Maintenon by Théophile Lavallée.

## Genealogia episcopale e successione apostolica
La genealogia episcopale è:
- Cardinale François de Joyeuse
- Cardinale François d'Escoubleau de Sourdis
- Arcivescovo Jean-François de Gondi
- Vescovo Étienne de Puget
- Cardinale Toussaint de Forbin-Janson
- Cardinale François de Mailly
- Arcivescovo Jean-Joseph Languet de Gergy

La successione apostolica è:
- Vescovo Etienne-Joseph de La Fare (1724)
- Vescovo François-Joseph Robuste de Laubarière (1729)
- Vescovo Jean de Vaugirault (1731)
- Vescovo Emmanuel-Henri-Timoléon de Cossé-Brissac (1736)
- Vescovo François-Barthélemi de Salignac de La Mothe-Fénelon (1736)
- Vescovo Antoine-René de La Roche de Fontenille (1738)
- Vescovo Charles-Prudent de Becdelièvre (1738)
- Vescovo Jean-Baptiste de Champflour (1738)
- Vescovo Pierre de Beaupoil de Saint-Aulaire (1741)
- Arcivescovo Guillaume d'Hugues de la Motte (1741)
- Vescovo Mathias Poncet de la Rivière (1742)
- Vescovo Jean-Baptiste-Joseph de Fontanges (1748)
- Vescovo James Bernard Dunne (1749)